# Чорнобильська вулиця (Київ)
Чорно́бильська вулиця — вулиця у Святошинському районі міста Києва, місцевість Святошин, житловий масив Біличі. Пролягає від Берестейского проспекту до вулиці Академіка Булаховського.
Прилучаються вулиці Ореста Васкула, Бахчисарайська, Прилужна, Ірпінська, Академіка Єфремова.

## Історія
Частина вулиці (на ділянці між нинішніми проспектом Перемоги та Ірпінською вулицею) виникла на початку XX століття на території Святошинських дач під назвою Біличанська (паралельна назва — 5-та Просіка), як дорога у напрямку села Біличі. 
У 1920–30-х роках прокладено продовження вулиці на кутку Фузики села Біличі (куток був найстарішим у Біличах, знесений у 1980-ті роки) під назвою Шевченківська вулиця[джерело?]. Сучасна назва — з 1955 року. Пролягала від Обухівської до Бахчисарайської вулиці, 1958 року до неї було приєднано частину вулиці 5-та Просіка від Брест-Литовського шосе (нині Берестейський проспект) до Бахчисарайської вулиці.
Протягом 1980–90-х років докорінно перепланована та перебудована, зі зміною забудови (замість одноповерхової садибної було споруджено багатоповерхові будинки).
Існує проект продовження Чорнобильської до Підлісної вулиці, що знаходиться на житловому масиві Новобіличі. Для цього вже зарезервовано територію, коридор через приватний сектор.
16-типоверховий житловий будинок на Чорнобильській, 9-А став найбільш постраждалим у Києві під час повномасштабного російського вторгнення 2022 року. 15 березня 2022 в нього влучила ракета РФ. Зі 126 квартир 64 вигоріли повністю, решту 62 було частково пошкоджено.

## Храми

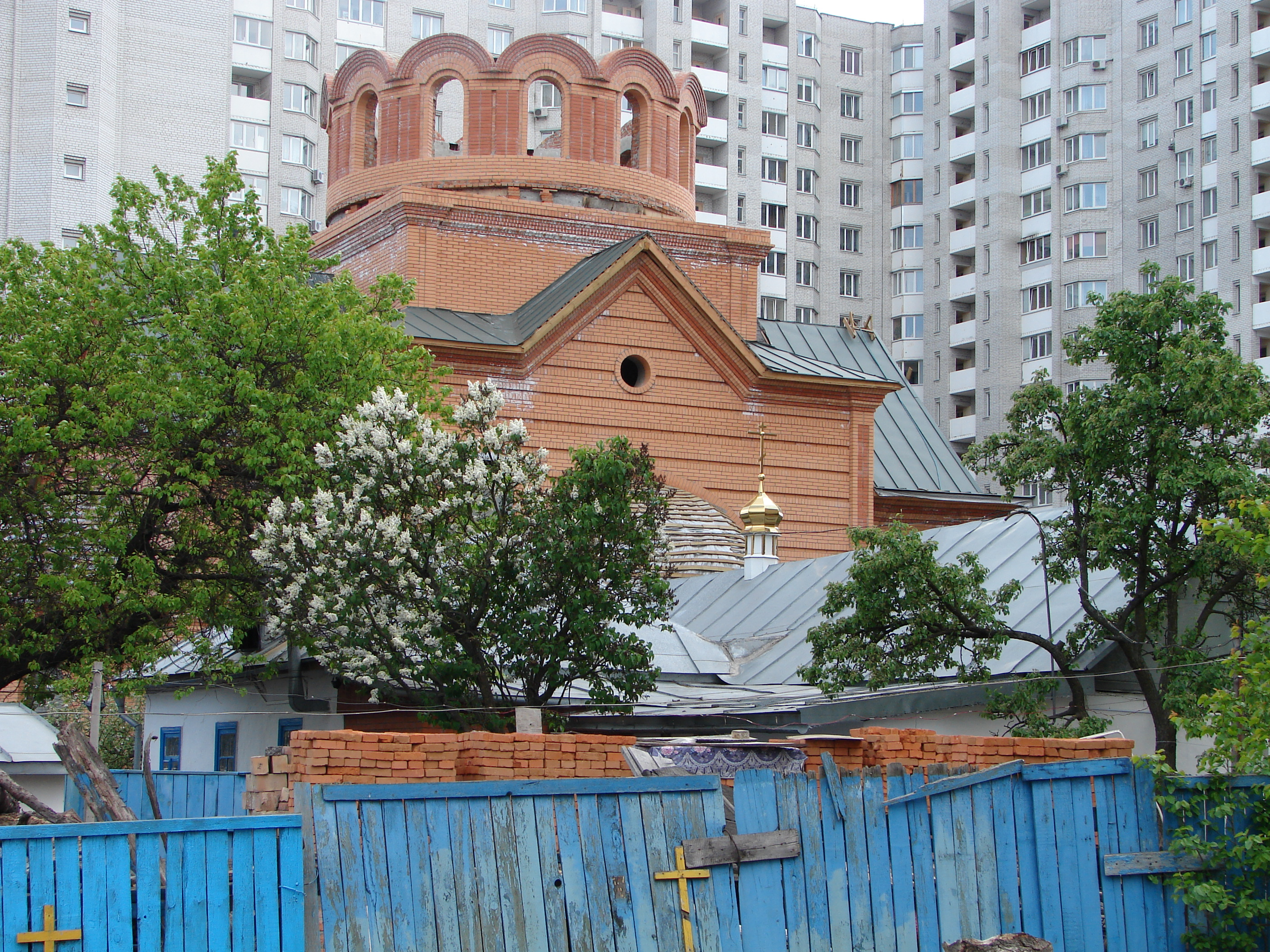
Храм Зачаття Іоанна Предтечі

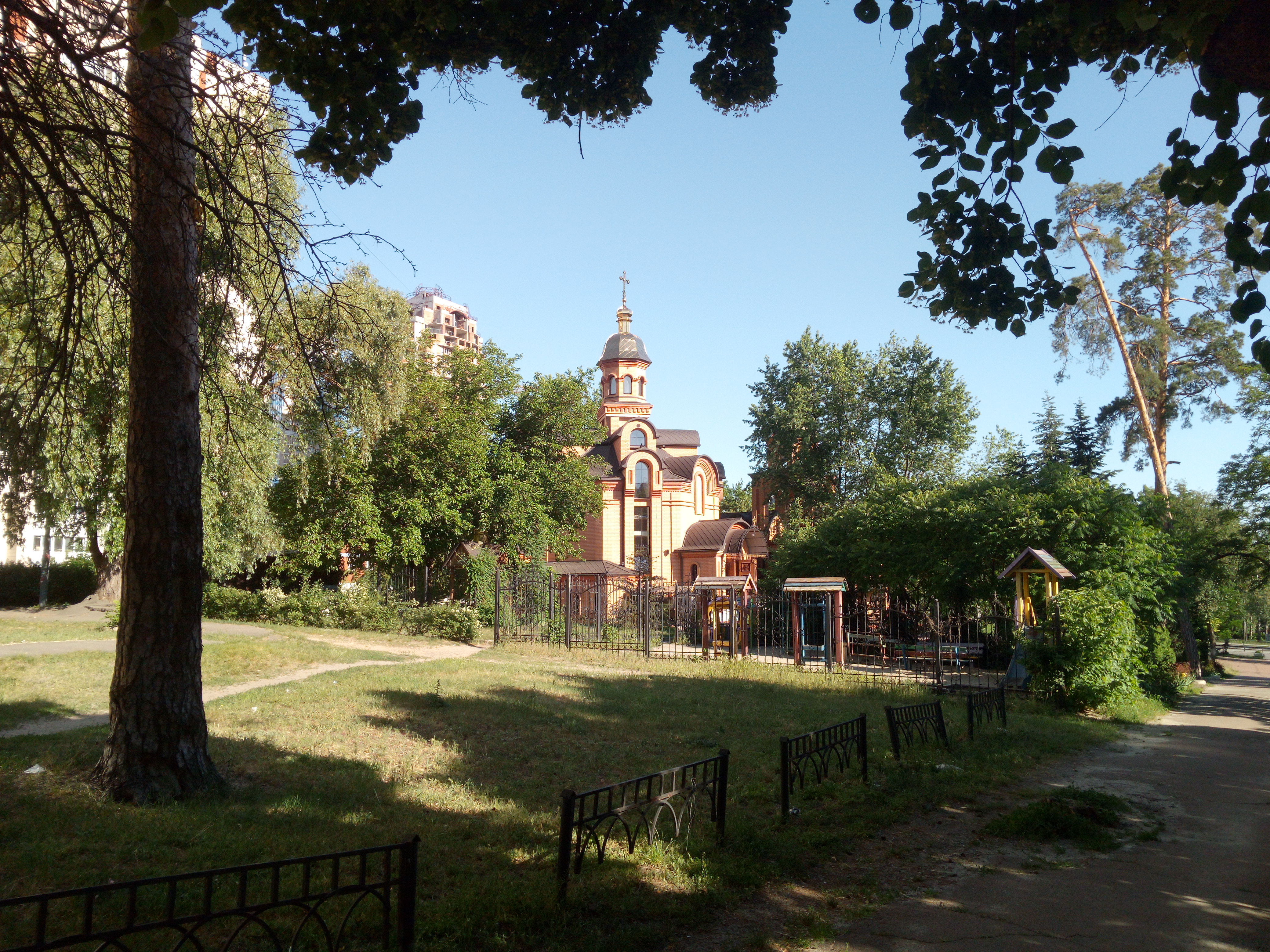
Храм святителя Феодосія Чернігівського

На початку вулиці, біля будинку № 2 споруджено храм Святителя Феодосія Чернігівського. Належить Українській Православній церкві Московського Патріархату, благочиніє західного округу Київської митрополії. Зведена на прохання переселенців із Чорнобильської зони відчуження та ліквідаторів аварії на ЧАЕС, які отримали житло у Святошинському районі. У 1994 році поблизу майбутнього храму встановлено меморіальний комплекс «І мертвим, і живим, і ненародженим», у 1998 році місце під храм освятив владика Іоанн, який у ті часи був вікарієм Київської Митрополії. 25 квітня 2001 року, у 15-ту річницю Чорнобильської катастрофи, було закладено перший камінь у фундамент храму. У 2002 році зведено двоповерховий храм розміром 16×12 м, який вміщує до 200 осіб, 22 вересня відбулася перша літургія. У 2006 році закладено меморіальну дзвіницю «Дзвони Чорнобилю», в якій також розміщуються недільна школа, проскурня та меморіальна кімната пам'яті жертв Чорнобильської трагедії. Стіну дзвіниці прикрашає велика (15 м²) ікона «Чорнобильський Спас». Престольне свято — 18 лютого.
Біля будинку № 15 зведено храм Зачаття Іоанна Предтечі. Конфесійно храм належить Українській Православній церкві Московського Патріархату, благочиніє західного округу Київської митрополії. Історично в Біличах існував однойменний храм, зруйнований у 1960-ті роки, після того розташовувався в приміщенні школи № 55 поблизу Осіннього провулку. У 1990-х роках храм переїхав до переобладнаного колишнього житлового будинку. 26 квітня 2006 року розпочалося будівництво храму за типовим проектом. Престольне свято — Зачаття Іоанна Предтечі (23 вересня (6 жовтня)), також вшановуються всі дні, в які згадується Предтеча Іоанн (7 січня, 24 лютого, 25 травня, 24 червня і 29 серпня за старим стилем).

## Медичні заклади
- Поліклініка № 3 Святошинського району (буд. № 5/7).

## Заклади торгівлі
- Супермаркет «Велмарт» (буд. № 16/80).
- Супермаркет "Сільпо" (будинок - 3)
- Ринок «Ілліс».

## Пам'ятники
| Назва                                                                    | Розташування                         | Координати                                                            | Короткі відомості | Зображення |
| ------------------------------------------------------------------------ | ------------------------------------ | --------------------------------------------------------------------- | --- | ---------- |
| Жертвам Голодомору 1932—33 років мешканцям села Біличі, пам'ятний хрест. | на розі з вулицею Академіка Єфремова | 50°27′49″ пн. ш. 30°20′45″ сх. д. / 50.46361° пн. ш. 30.34583° сх. д. | У селі Біличі, яке зараз входить до складу Києва як мікрорайон новобудов Святошинського району, під час штучно інспірованого радянською владою Голодомору в Україні 1932–1933 років померло 250 осіб. На честь померлих споруджено дерев'яний хрест. |            |
| Жертвам Чорнобильської трагедії, меморіальний комплекс                   | на розі з проспектом Берестейським   | 50°27′19″ пн. ш. 30°20′50″ сх. д. / 50.45528° пн. ш. 30.34722° сх. д. | |            |
| Загиблим у Афганістані воїнам-«афганцям», меморіал                       | на розі з вулицею Академіка Єфремова | 50°27′50″ пн. ш. 30°20′46″ сх. д. / 50.46389° пн. ш. 30.34611° сх. д. | Меморіал встановлено коштом виробничого концерну Воєнторг ДіСі. |            |